# Långvik
För andra betydelser, se Långvik (olika betydelser).
Långvik är en tätort på Ingarö i Värmdö kommun, Stockholms län. Vid SCBs avgränsning 2023 klassades bebyggelsen i småorten Björnömalmen och Klacknäset och denna tätort bytte namn till Långvik och Björnömalmen.

## Befolkningsutveckling
| Befolkningsutvecklingen i Långvik 1990–2020 | Befolkningsutvecklingen i Långvik 1990–2020 | Befolkningsutvecklingen i Långvik 1990–2020 | Befolkningsutvecklingen i Långvik 1990–2020 | Befolkningsutvecklingen i Långvik 1990–2020 |
| --- | ------------------------------------------- | ------------------------------------------- | ------------------------------------------- | ------------------------------------------- |
| |                                             |                                             |                                             |                                             |
| År |                                             |                                             | Folkmängd                                   | Areal (ha)                                  |
| 1990 | 1990                                        |                                             | 305                                         | 65                                          |
| 1995 | 1995                                        |                                             | 454                                         | 99                                          |
| 2000 | 2000                                        |                                             | 518                                         | 99                                          |
| 2005 | 2005                                        |                                             | 536                                         | 99                                          |
| 2010 | 2010                                        |                                             | 559                                         | 100                                         |
| 2015 | 2015                                        |                                             | 1 206                                       | 301                                         |
| 2020 | 2020                                        |                                             | 599                                         | 144                                         |
| Anm.: Ny tätort 1990. Sammanvuxen med Björnömalmen och Klacknäset 2015 vilken åter utbröts 2020. Sammanvuxen med Björnömalmen och Klacknäset 2023 |                                             |                                             |                                             |                                             |

År 1990 avgränsade SCB en småort med småortskod S0439 och benämningen Värmdö:7. Området hade 76 invånare och omfattade 18 hektar. Sedan 1995 ingår detta område i Långvik där det motsvarar tätortens nordöstra del.